# Lập kế hoạch tài nguyên sản xuất

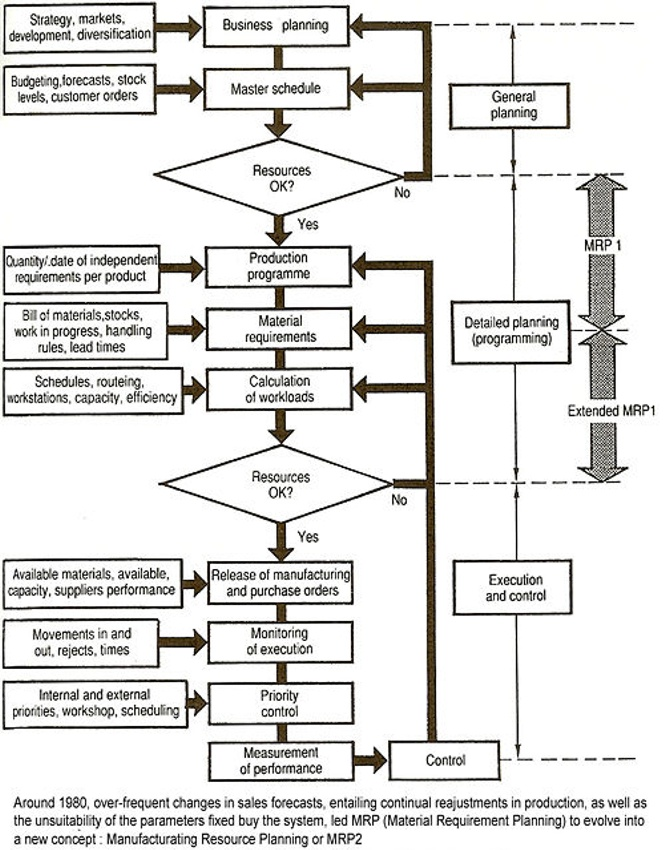
Lập kế hoạch tài nguyên sản xuất hoặc lập kế hoạch tài nguyên quản lý (hoặc MRP2) - Khoảng năm 1980, những thay đổi quá mức trong dự báo bán hàng, kéo theo sự điều chỉnh liên tục trong sản xuất, cũng như sự không phù hợp của các tham số được cố định bởi hệ thống, đã dẫn MRP (Lập kế hoạch yêu cầu vật liệu) phát triển thành một khái niệm mới.

Lập kế hoạch tài nguyên sản xuất (MRP II) được định nghĩa là một phương pháp để lập kế hoạch hiệu quả cho tất cả các nguồn lực của một công ty sản xuất. Lý tưởng nhất, nó giải quyết lập kế hoạch hoạt động trong các đơn vị, lập kế hoạch tài chính và có khả năng mô phỏng để trả lời các câu hỏi " cái gì-nếu " và mở rộng MRP vòng kín.
Đây không chỉ là một chức năng phần mềm, mà là quản lý kỹ năng con người, đòi hỏi sự cống hiến cho độ chính xác của cơ sở dữ liệu và đủ tài nguyên máy tính. Đó là một khái niệm quản lý công ty tổng thể để sử dụng nguồn nhân lực và công ty hiệu quả hơn.

## Các chức năng và tính năng chính
MRP II không phải là một hệ thống phần mềm độc quyền và do đó có thể có nhiều dạng. Hầu như không thể hình dung một hệ thống MRP II không sử dụng máy tính, nhưng hệ thống MRP II có thể dựa trên phần mềm được cấp phép hoặc mua trong nhà.
Hầu như mọi hệ thống MRP II đều được xây dựng theo mô-đun. Các mô-đun cơ bản đặc trưng trong hệ thống MRP II là:
- Lịch trình sản xuất chính (MPS)
- Mục dữ liệu chủ (dữ liệu kỹ thuật)
- Hóa đơn vật liệu (BOM) (dữ liệu kỹ thuật)
- Dữ liệu tài nguyên sản xuất (dữ liệu kỹ thuật sản xuất)
- Hàng tồn kho và đơn đặt hàng (kiểm soát hàng tồn kho)
- Quản lý thu mua
- Lập kế hoạch yêu cầu vật liệu (MRP)
- Kiểm soát sàn cửa hàng (SFC)
- Lập kế hoạch năng lực hoặc lập kế hoạch yêu cầu năng lực (CRP)
- Chi phí tiêu chuẩn (kiểm soát chi phí) và thường xuyên cũng Chi phí thực tế hoặc hàng năm và Chi phí trung bình có trọng số.
- Báo cáo / quản lý chi phí (kiểm soát chi phí)

cùng với các hệ thống phụ trợ như:
- Kế hoạch kinh doanh
- Truy xuất nguồn gốc
- Quản lí hợp đồng
- Công cụ quản lý
- Kiểm soát thay đổi kỹ thuật
- Quản lý cấu hình
- Thu thập dữ liệu sàn cửa hàng
- Phân tích và dự báo bán hàng
- Lập kế hoạch năng lực hữu hạn (FCS)

và các hệ thống liên quan như:
- Sổ cái
- Tài khoản phải trả (sổ cái mua hàng)
- Các khoản phải thu (sổ cái bán hàng)
- Quản lý đơn hàng
- Hoạch định tài nguyên phân phối (DRP)
- Quản lý kho tự động
- Quản lý dự án
- Hồ sơ kỹ thuật
- Dự toán
- Thiết kế hỗ trợ máy tính / sản xuất hỗ trợ máy tính (CAD / CAM)
- Vốn

Hệ thống MRP II tích hợp các mô-đun này với nhau để chúng sử dụng dữ liệu chung và tự do trao đổi thông tin, theo mô hình về cách một doanh nghiệp sản xuất nên và có thể vận hành. Do đó, cách tiếp cận MRP II rất khác với cách tiếp cận "giải pháp điểm", trong đó các hệ thống riêng lẻ được triển khai để giúp công ty lập kế hoạch, kiểm soát hoặc quản lý một hoạt động cụ thể. MRP II theo định nghĩa được tích hợp đầy đủ hoặc ít nhất là hoàn toàn giao thoa.

## MRP và MRPII

### Lịch sử và tiến hóa
Lập kế hoạch yêu cầu vật liệu (MRP) và lập kế hoạch nguồn lực sản xuất (MRPII) là tiền thân của hoạch định nguồn lực doanh nghiệp (ERP), một hệ thống tích hợp thông tin kinh doanh. Sự phát triển của các phương pháp và công cụ tích hợp và phối hợp sản xuất này đã làm cho các hệ thống ERP ngày nay trở nên khả thi. Cả MRP và MRPII vẫn được sử dụng rộng rãi, độc lập và là mô-đun của các hệ thống ERP toàn diện hơn, nhưng tầm nhìn ban đầu của các hệ thống thông tin tích hợp như chúng ta biết ngày nay bắt đầu với sự phát triển của MRP và MRPII trong sản xuất.
MRP (và MRPII) phát triển từ gói quản lý cơ sở dữ liệu thương mại sớm nhất được phát triển bởi Gene Thomas tại IBM vào những năm 1960. Cấu trúc ban đầu được gọi là BOMP (bộ xử lý hóa đơn vật liệu), phát triển trong thế hệ tiếp theo thành một công cụ tổng quát hơn gọi là DBOMP (Chương trình bảo trì và tổ chức cơ sở dữ liệu). Chúng được chạy trên các máy tính lớn, như IBM / 360.
Tầm nhìn cho MRP và MRPII là tập trung và tích hợp thông tin kinh doanh theo cách tạo thuận lợi cho việc ra quyết định cho các nhà quản lý dây chuyền sản xuất và tăng hiệu quả của toàn bộ dây chuyền sản xuất. Vào những năm 1980, các nhà sản xuất đã phát triển các hệ thống để tính toán các yêu cầu tài nguyên của hoạt động sản xuất dựa trên dự báo doanh số. Để tính toán các nguyên liệu thô cần thiết để sản xuất sản phẩm và lên lịch mua các nguyên liệu đó cùng với máy móc và thời gian lao động cần thiết, các nhà quản lý sản xuất nhận ra rằng họ sẽ cần sử dụng công nghệ máy tính và phần mềm để quản lý thông tin. Ban đầu, hoạt động sản xuất xây dựng các chương trình phần mềm tùy chỉnh chạy trên máy tính lớn.
Lập kế hoạch yêu cầu vật liệu (MRP) là sự lặp lại sớm của tầm nhìn hệ thống thông tin tích hợp. Hệ thống thông tin MRP đã giúp các nhà quản lý xác định số lượng và thời gian mua nguyên liệu thô. Các hệ thống thông tin sẽ hỗ trợ các nhà quản lý với các phần khác của quy trình sản xuất, MRPII, theo sau. Trong khi MRP chủ yếu liên quan đến vật liệu, MRPII quan tâm đến việc tích hợp tất cả các khía cạnh của quy trình sản xuất, bao gồm vật liệu, tài chính và nguồn nhân lực.
Giống như các hệ thống ERP ngày nay, MRPII được thiết kế để cho chúng ta biết về rất nhiều thông tin bằng cơ sở dữ liệu tập trung. Tuy nhiên, phần cứng, phần mềm và công nghệ cơ sở dữ liệu quan hệ của những năm 1980 không đủ tiên tiến để cung cấp tốc độ và năng lực để chạy các hệ thống này trong thời gian thực, và chi phí của các hệ thống này là cấm đối với hầu hết các doanh nghiệp. Tuy nhiên, tầm nhìn đã được thiết lập và thay đổi quy trình kinh doanh cơ bản cùng với những tiến bộ nhanh chóng trong công nghệ dẫn đến hệ thống tích hợp ứng dụng và doanh nghiệp giá cả phải chăng hơn mà các doanh nghiệp lớn và nhiều doanh nghiệp vừa và nhỏ sử dụng ngày nay.

### Khái niệm chung
Lập kế hoạch yêu cầu vật liệu (MRP) và lập kế hoạch tài nguyên sản xuất (MRPII) đều là chiến lược quy trình kinh doanh tích hợp thông tin gia tăng được thực hiện bằng các ứng dụng phần cứng và phần mềm mô đun được liên kết với cơ sở dữ liệu trung tâm lưu trữ và cung cấp dữ liệu và thông tin kinh doanh.
MRP liên quan chủ yếu đến vật liệu sản xuất trong khi MRPII liên quan đến sự phối hợp của toàn bộ hoạt động sản xuất, bao gồm vật liệu, tài chính và nguồn nhân lực. Mục tiêu của MRPII là cung cấp dữ liệu nhất quán cho tất cả các thành viên trong quy trình sản xuất khi sản phẩm di chuyển qua dây chuyền sản xuất.
Hệ thống thông tin trên giấy và hệ thống máy tính không tích hợp cung cấp đầu ra giấy hoặc đĩa dẫn đến nhiều lỗi thông tin, bao gồm dữ liệu bị thiếu, dữ liệu dư thừa, lỗi số do nhập sai hệ thống, tính toán sai dựa trên lỗi số và quyết định xấu dựa trên dữ liệu không chính xác hoặc cũ. Ngoài ra, một số dữ liệu không đáng tin cậy trong các hệ thống không tích hợp vì cùng một dữ liệu được phân loại khác nhau trong các cơ sở dữ liệu riêng lẻ được sử dụng bởi các khu vực chức năng khác nhau.
Hệ thống MRPII bắt đầu với MRP, lập kế hoạch yêu cầu vật liệu. MRP cho phép nhập các dự báo bán hàng từ bán hàng và tiếp thị, hoặc về nhu cầu bán hàng thực tế dưới dạng đơn đặt hàng của khách hàng. Những nhu cầu này xác định nhu cầu nguyên liệu. Các hệ thống MRP và MRPII dựa trên lịch sản xuất chính, phân tích các kế hoạch cụ thể cho từng sản phẩm trên một dây chuyền. Mặc dù MRP cho phép điều phối việc mua nguyên liệu thô, MRPII tạo điều kiện cho việc xây dựng một lịch trình sản xuất chi tiết chiếm máy móc và năng lực lao động, lên lịch sản xuất theo sự xuất hiện của nguyên liệu. Một đầu ra MRPII là một lịch trình lao động và máy móc cuối cùng. Dữ liệu về chi phí sản xuất, bao gồm thời gian máy, thời gian lao động và vật liệu được sử dụng, cũng như số lượng sản xuất cuối cùng, được cung cấp từ hệ thống MRPII cho đến kế toán và tài chính.
Đối với các công ty muốn tích hợp các bộ phận khác của họ với quản lý sản xuất, phần mềm ERP là cần thiết.

## Lợi ích
Hệ thống MRP II có thể cung cấp:
- Kiểm soát tốt hơn hàng tồn kho
- Cải thiện lịch trình
- Mối quan hệ năng suất với các nhà cung cấp

Đối với thiết kế / kỹ thuật:
- Cải thiện kiểm soát thiết kế
- Chất lượng tốt hơn và kiểm soát chất lượng

Đối với tài chính và chi phí:
- Giảm vốn lưu động cho hàng tồn kho
- Dòng tiền được cải thiện thông qua việc giao hàng nhanh hơn
- Hồ sơ tồn kho chính xác

## Sự chỉ trích
Các tác giả như Pochet và Wolsey  cho rằng MRP và MRP II, cũng như các mô-đun lập kế hoạch trong các hệ thống APS và ERP hiện tại, thực sự là các bộ heuristic. Các kế hoạch sản xuất tốt hơn có thể thu được bằng cách tối ưu hóa trên các mô hình lập trình toán học mạnh hơn, thường là các mô hình quy hoạch số nguyên. Mặc dù họ thừa nhận rằng việc sử dụng phương pháp phỏng đoán, giống như các quy định của MRP và MRP II, trước đây là cần thiết do thiếu sức mạnh tính toán để giải quyết các mô hình tối ưu hóa phức tạp, nhưng điều này được giảm nhẹ ở một mức độ nào đó bởi các cải tiến gần đây trong máy tính.